# Markovac (Višnjan)
Pour les articles homonymes, voir Markovac.
Markovac (en italien : San Marco) est une localité de Croatie située en Istrie, dans la municipalité de Višnjan, dans le comitat d'Istrie. En 2001, la localité comptait 141 habitants.

## Démographie
| 1948 | 1953 | 1961 | 1971 | 1981 | 1991 | 2001 |
| ---- | ---- | ---- | ---- | ---- | ---- | ---- |
| 214  | 212  | 186  | 156  | 159  | 156  | 141  |